# Академия полиции Донецкого юридического института
Мариупольский центр профессиональной подготовки "Академия полиции" Донецкого юридического института МВД Украины — государственное образовательное учреждение профессионального образования, осуществляющее подготовку, переподготовку и повышение квалификации специалистов для правоохранительных органов МВД Украины.
По числу курсантов — одно из крупнейших на Украине.

## История.
Приказом МВД СССР № 620 «О положении и мерах по улучшению служебной и боевой подготовки личного состава милиции» от 1 января 1957 года была введена единая система обязательной начальной подготовки новопринятых работников милиции на должности милиционеров, участковых уполномоченных, дежурных по ОВД, инспекторов дорожного присмотра и других работников, должности которых не требуют замещения специалистами высшей и средней квалификации, на курсах в республиканских, межобластных, областных и городских учебных пунктах сроком в 3 месяца.
Приказом МВД УССР № 0139 на базе курсов обучения молодых работников милиции при УВД Сталинской области был образован учебный пункт милиции начальной подготовки молодых работников милиции УВД Сталинской области. Первый пункт был образован в г. Сталино. В декабре 1957 года приказом начальника УВД Сталинской области № 703 этом пункт был передислоцирован в г. Жданов.
16 марта 1992 года приказом МВД Украины № 148 переименован в Мариупольское училище профессиональной подготовки работников милиции УМВД Украины в Донецкой области.
Приказом МВД Украины № 1476 от 24.11.2015 года училище как юридическое лицо ликвидировано, с этого же момента заведение существует как Мариупольский центр профессиональной подготовки "Академия полиции" Донецкого юридического института МВД Украины.

## Начальники училища
- 1957—1958 — майор милиции Шостак М. И.
- 1958—1960 — майор милиции Чуркин П. Ф.
- 1960—1961 — полковник внутренней службы Чекин В. А.
- 1961—1967 — майор милиции Чащин М. И.
- 1967—1969 — майор милиции Счастливый О. И.
- 1969—1975 — капитан милиции Король Е. Н.
- 1975—1976 — подполковник милиции Путко М. И.
- 1976—1990 — полковник милиции Гребенюк В. П.
- 1990—1994 — подполковник милиции Зозуля О. М.
- 1994—2005 — полковник милиции Мацегора Н. Д.
- 2005—2006 — генерал-майор милиции Захарченко В. Ю.
- 2006—2013 — полковник милиции Дранович С. А.
- 2014—2015 — подполковник милиции Кульчицкий В.В.
- 2015 —2020  — директор Академии полиции Кульчицкий В.В.
- 2020— по н/в  — капитан полиции Меркулов И.В.